# 黃山發電房
黃山發電房位於重慶市南岸區黃山，文物遺址年代為1938--1945年。2013年3月5日列為第七批全國重點文物保護單位。
發電房是黃山抗戰遺址群中較為重要的建築之一，原為黃山所需電力的供應中心。發電房的海拔高程為538米，總占地面積約132平方米，建築面積為56平方米。發電房為三個並聯式石結構拱券形式，為三個相對獨立石洞。